# Eraninella longiscapus
Eraninella longiscapus là một loài bọ cánh cứng trong họ Cerambycidae.